# Oie de Castres
L'oie de Castres ou encore oie du Tarn, est une espèce d'oie domestique originaire de la ville de Castres en France. C'est une oie élevée pour sa chair.
Le standard de la race n'est pas reconnu.

## Origine
C'est une oie de création récente, issue du métissage entre l'oie de Toulouse et une oie blanche.
Elle n'est pas reconnue dans le catalogue des races d'oies de France.

## Caractéristiques
Elle porte un plumage blanc et gris et une huppe grise en arrière de la tête. Elle pèse 6 à 8 kg.

## Aptitudes
C'est une oie docile et relativement moins bruyante que d'autres races.

## Sources